# Alfred H. Powell
Alfred H. Powell (ur. 6 marca 1781 w hrabstwie Loudoun, Wirginia, zm. 1831 w Loudoun) – amerykański polityk, członek Izby Reprezentantów z Wirginii.
Studiował prawo w Princeton College, od 1800 praktykował w Winchester. W działalności politycznej należał do zwolenników prezydenta Johna Q. Adamsa. W latach 1812–1819 był członkiem senatu stanowego Wirginii, od marca 1825 do marca 1827 zasiadał w Izbie Reprezentantów USA, w 1830 był delegatem na stanową konwencję konstytucyjną.